# 小野恵美子 (舞踊家)
小野 恵美子（おの えみこ、1944年〈昭和19年〉 - 2023年〈令和5年〉8月4日）は、日本の舞踊家。福島県いわき市の常磐ハワイアンセンター（現・スパリゾートハワイアンズ）のダンサー育成学校である常磐音楽舞踊学院の第1期生の1人で、ハワイアンセンターのダンサーチーム（フラガール）の初代リーダー。ハワイアンセンターの開業以来、10年にわたってフラガールのトップダンサーとして活躍した。現役を引退後も、常磐音楽舞踊学院やいわき市内外のダンス教室で後進の育成に努め、フラダンスの全国大会「フラガールズ甲子園」の開催などで、いわき市の文化芸術の振興へ貢献するなど、いわき市のフラ文化の礎を築き、生涯を舞踊に捧げた。スパリゾートハワイアンズを舞台とした映画『フラガール』（2006年公開）の主人公のモデルの1人でもある。旧姓は豊田恵美子。ハワイアンネームはレイモミ小野（lei momi 小野）、旧姓時はレイモミ豊田。

## 経歴

### 誕生 - 舞踊家の道へ
福島県内郷町（現・いわき市）で誕生した。小学生の頃にクラシック・バレエを学び始め、後年に日本フラメンコ協会名誉会長となる香取希代子に教えを受けた。福島県立磐城女子高等学校（現・福島県立磐城桜が丘高等学校）に在学中は、ダンス部の主将も務めた。
高校を卒業後、就職先の忘年会でバレエを披露したことが縁でスカウトされ、常磐音楽舞踊学院のリーダーとなった。一期生の中で唯一のダンス経験者であったため、最初から常磐ハワイアンセンターでトップのソロダンサーを任されることが決定していた。石炭産業で栄えた郷里が活気を失っていたことから、かつての賑わいを取り戻したいとの使命感もあった。
1966年（昭和41年）にハワイアンセンターが開業し、「レイモミ豊田」の名で舞台に立った。当時はまだ周囲からの理解は浅く、フラダンスを知らないどころか、ダンス自体を見たことのない者も多かった。腰みのを着けて人前で腹を出して踊る姿を温泉街のヌードショーのように思う者、タヒチアンダンスを「腰振りダンス」と冷やかす者もいた。しかし、最初の舞台を見て涙を流す観客もおり、「これでやっていける」と希望を抱くに至った。当初は「3年くらい」と考えていたが、その後、約10年に渡って舞台に立ち続けることとなった。

### 引退後
1976年（昭和51年）に、結婚のためにハワイアンセンターを引退した。その後は「レイモミ小野」の名で、いわき市内でバレエ教室「エミ・バレエスクール」（現・RedStorySchool）を開き、バレエ、スペイン舞踊、美容体操などを教えた。郡山市や仙台市にも教室を開き、東北を中心としてフラダンスやタヒチアンダンスの普及に努めた。舞踊家として福島県内外の舞台にも立ち、東京でも舞台に立った。
1997年（平成9年）には常磐音楽舞踊学院の講師のカレイナニ早川（現・最高顧問）から後継者に指名されたことで、同学院で舞踊科の講師を務め、スパリゾートハワイアンズで振付、演出、構成を手がけるなど、後進の指導にも尽力した。
映画『フラガール』撮影時は、ロケ地まで赴いて協力した。映画の人気により、小野とカレイナニ早川の知名度も一躍、向上した。いわき市では映画公開を機に、フラガールを観光にいかすための様々な企画が行われ、小野はその一つとしてフラダンス教室を担当した。
2009年（平成21年）には、舞踊45周年記念公演としての創作フラメンコの舞台「常磐ハワイアンセンター物語・フラメンコ編 スパニッシュガール」（いわき芸術文化交流館アリオス）で、かつての師である香取希代子の役を演じた。
2010年（平成22年）には、書道パフォーマンス甲子園をヒントとして「フラガールズ甲子園」を発案し、同2010年にその大会会長に就任した。翌2011年（平成23年）3月に予定されていた第1回大会は、東日本大震災で延期となったものの、参加予定者から「踊りたい」との声が寄せられ、9月に東京で開催に至った。最優秀チームへの賞には「小野恵美子賞」の名が冠せられた。

### 晩年
2013年（平成25年）に、舞踊家としての生涯を綴った書籍『踊るこころ〜小野恵美子の歳月〜』が自費出版された。その6年前にアルツハイマー病と診断されたことで、夫が数年がかりで書籍化を進めていたものである。
2018年（平成30年）、文化芸術の振興への貢献により、いわき市政功労者として表彰された。これを受けて夫が、「これまで支えてくれた人々皆で表彰されたようなもの」「感謝の気持ちを形にしたい」と、妻の踊りの足跡を残す場所を自宅に作ることを構想。2019年（令和元年）に資料交流館「エミコ オハナ」が、いわき市の自宅の一角に開設された。写真や衣装などが展示され、現役時代の映像を見ることも可能な設備が整われた。「オハナ」はハワイの言葉で「家族」の意味であり、血縁者以外の親しい友人や仲間にも使う言葉である。この頃には、いわき市内の特別養護老人ホームに入居しており、得意だったダンスの曲を自室で聴き、夫とのドライブを楽しむ生活を送っていた。
2023年（令和5年）8月に同福祉施設で、アルツハイマー型認知症終末期により、満79歳で死去した。葬儀は家族葬として執り行われた。

### 没後
同2023年、第11回フラガールズ甲子園にメモリアルコーナーが設けられ、ドレスやアルバムなどが並び、来場者が冥福を祈った。小野が「こころで踊る」ことを大切にしていたといわれることから、同2023年に制作された甲子園の応援歌「踊るこころ」が、小野の生前の映像と共に、大会で披露された。
RedStorySchoolでは、主催者である小野の訃報を受けて急遽、追悼公演が決定した。同2023年10月、いわき芸術文化交流館アリオスでダンスフェスティバルが開催され、教え子たち110人が感謝を込めてダンスを踊った。
翌2024年（令和6年）3月に、スパリゾートハワイアンズでお別れ会が実施された。映画『フラガール』で、小野をモデルとした主人公役を演じた蒼井優や、共演者の山崎静代が駆けつけ、カレイナニ早川が別れの言葉を述べた。

## 人物
常磐音楽舞踊学院に入ってからハワイアンセンターでの初舞台までの期間はわずか3か月であり、さらにバレエの経験者とはいえ、フラダンスやタヒチアンダンスは、他のメンバーと同じく未経験であった。そのため小野の練習量は、カレイナニ早川が「たまには休みなさい」というほどだった。
舞踊学院では、夜はカレイナニ早川の部屋に泊まり、布団を並べて夜遅くまで「ここの動きはどうしたら」と、2人で熱心に話し込むのが常だった。横浜から講師として福島に招かれていた早川は「地方にこんなきれいな踊り手がいるのかしら、と思うくらい、本当にきれいでしたね」と語っていた。学院で同じ部屋で生活していた経験を持つダンサーの1人は、没後に当時のことを「優しくて、踊りがうまくて、ずっと憧れの人です」と振り返った。
現役を引退後の後進の指導は、その熱心さで知られており、生徒たちに「心を持って踊りなさい」と説いた。スパリゾートハワイアンズでの演出では、現地のダンスの真似に留まらずに独自性を出すことを心がけ、伝統の舞踊の中にも日本人らしい細かい手の動作を交えるなどの工夫を凝らした。
アルツハイマー病の発症後、2014年（平成26年）には要介護度の区分が最も重い「要介護5」に達し、自宅で夫の介護を受けながら生活していた。物忘れも進んだが、夫によれば、フラダンスの曲を聞くと踊りだすなど、穏やかに生活していたという。

## 評価
周囲によれば、その人物像は「ゆっくり話すおとなしそうな人」だったが、踊りとなると一変し、情熱的で驚かされたという。ハワイアンセンターの舞台では、強い刺激と印象のある舞踊で、熱心なファンを獲得した。
小野の結婚退職後にフラガール2代目リーダーとなった常磐音楽舞踊学院2期生の舟木君子（旧姓・兵藤君子）も、後年に小野を「本当にすばらしい踊り手」と語っていた。「学院生の踊りの基礎を作ったのは豊田恵美子、心の基礎を作ったのは兵藤君子」との声もある。
死去の前年のフラガール初期メンバーの集まりに招かれた朝日新聞の記者によれば、皆が賑わう中で、認知症の進行により、宙を見つめ、無表情、無言で座っていたが、皆が「さぁ、踊りましょう」と音楽をかけると、途端に立ち上がり、背筋を伸ばして優雅に踊り始めたという。このときの姿を記者は「ゆったり波うつように動く指先にまで、何か強い思いが行き届いているような迫力があった。『道を究めるとは、こういうことか』。この時うけた感銘が忘れられない」と紙上に綴った。
没後に早川は「とにかく努力家」「会うたびに自ら磨いた踊りが上達していた。あれほどダンスのために生まれてきたような人を他に知らない」と回想しており、2024年3月のお別れ会でも「あなたのような踊り手を見たことがありません」と、別れの言葉を述べた。いわき市市長の内田広之は「本市のフラ文化の礎を築き、発展に尽力した」と語った。映画『フラガール』でプロデューサーを務めた石原仁美は「スター性があり、センターに立つべき人だった。尊敬に値する人だ」と偲んだ。

### 受賞・表彰歴
- 2009年（平成21年） - いわき民報賞[31]
- 2018年（平成30年） - いわき市政功労者[46]